# St. Joseph (Oberwarlins)

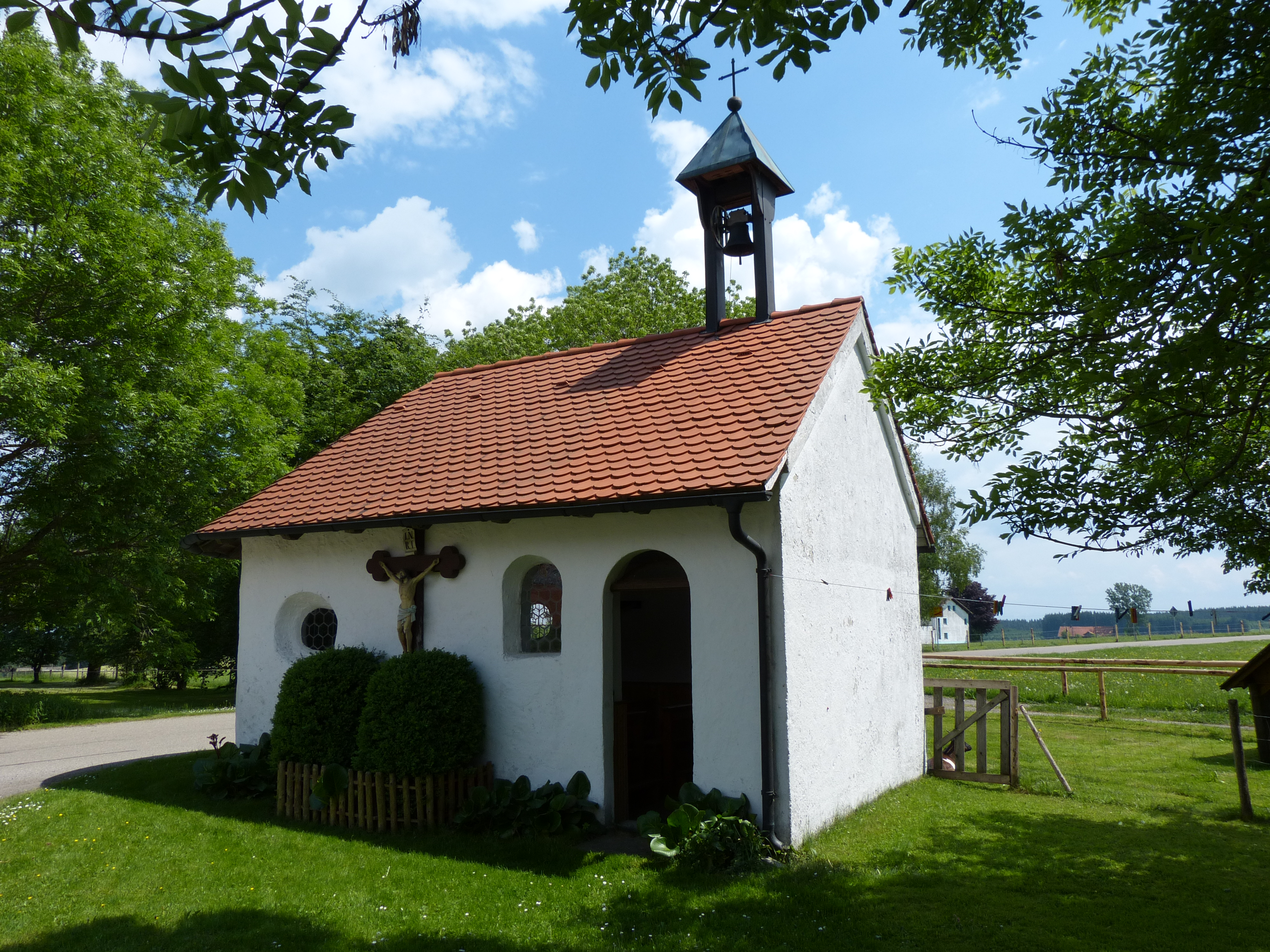
St. Joseph, Oberwarlins

Die römisch-katholische Kapelle St. Joseph befindet sich in Oberwarlins, einem Ortsteil von Böhen im Landkreis Unterallgäu in Bayern. Die Kapelle steht unter Denkmalschutz.
Patron der Kapelle ist Joseph von Nazareth.

## Baubeschreibung

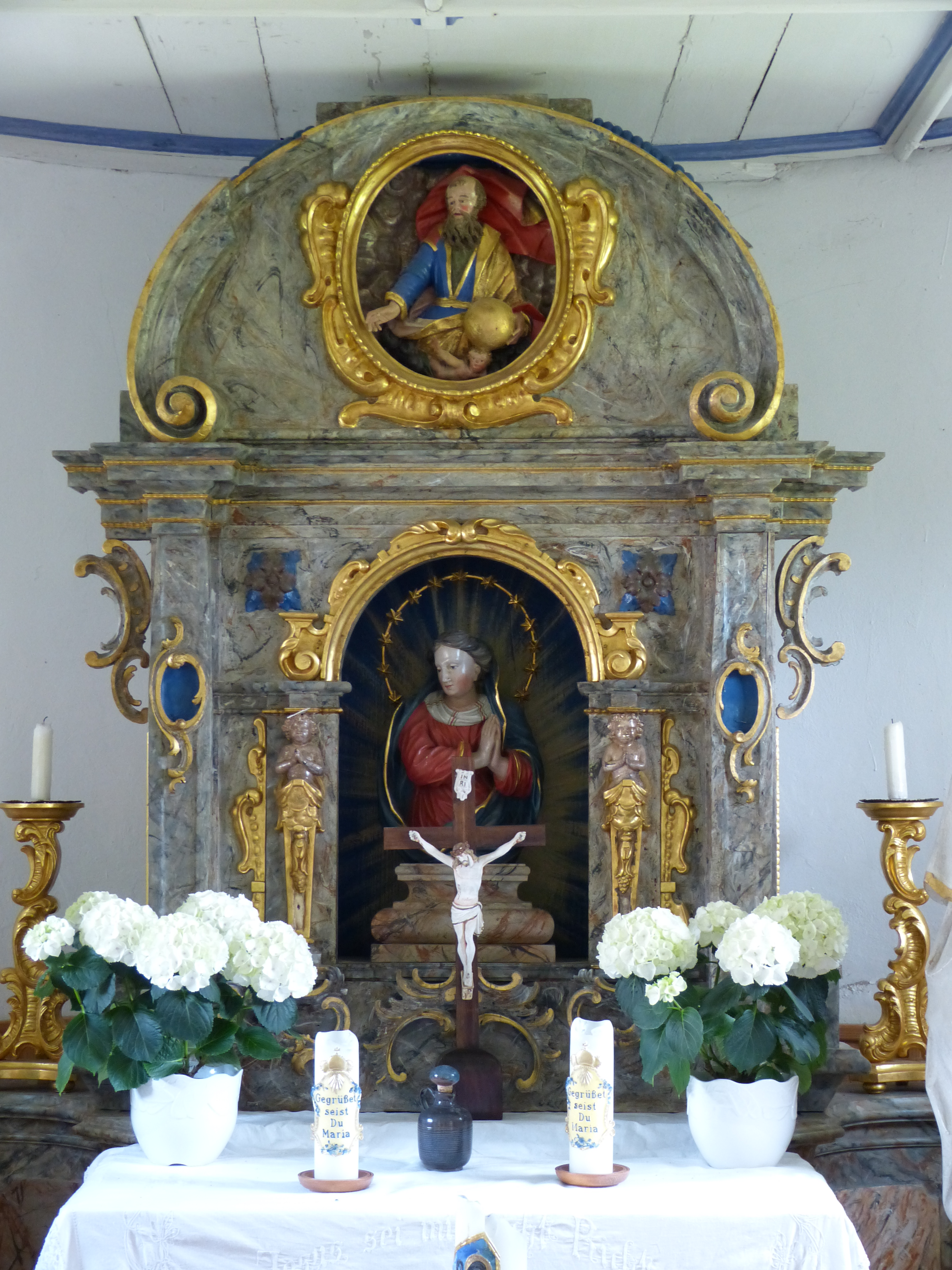
Altar von 1770/80

An der Stelle der heutigen Kapelle befand sich vorher eine Holzkapelle. Im Jahr 1685 wurde die Genehmigung zur Errichtung einer Kapelle aus Stein erteilt. Die Kapelle befindet sich am Südende des Weilers und ist geostet. An der Westseite der Kapelle befinden sich Rundbogenfenster an der Ostseite querovale Fenster. Der Dachreiter aus Holz ist mit einem Pyramidenhelm abgeschlossen.

## Ausstattung
Der Altar aus der Zeit um 1770/1780 ist ein marmorierter Holzaufbau. Im Aufsatz befindet sich ein Holzrelief Gott des Vaters. An der Seite des Altars befinden sich zwei Holzfiguren des Hl. Rochus und des Hl. Alexander. Das Gestühl aus Nadelholz wurde gegen Ende des 18. Jahrhunderts gefertigt.

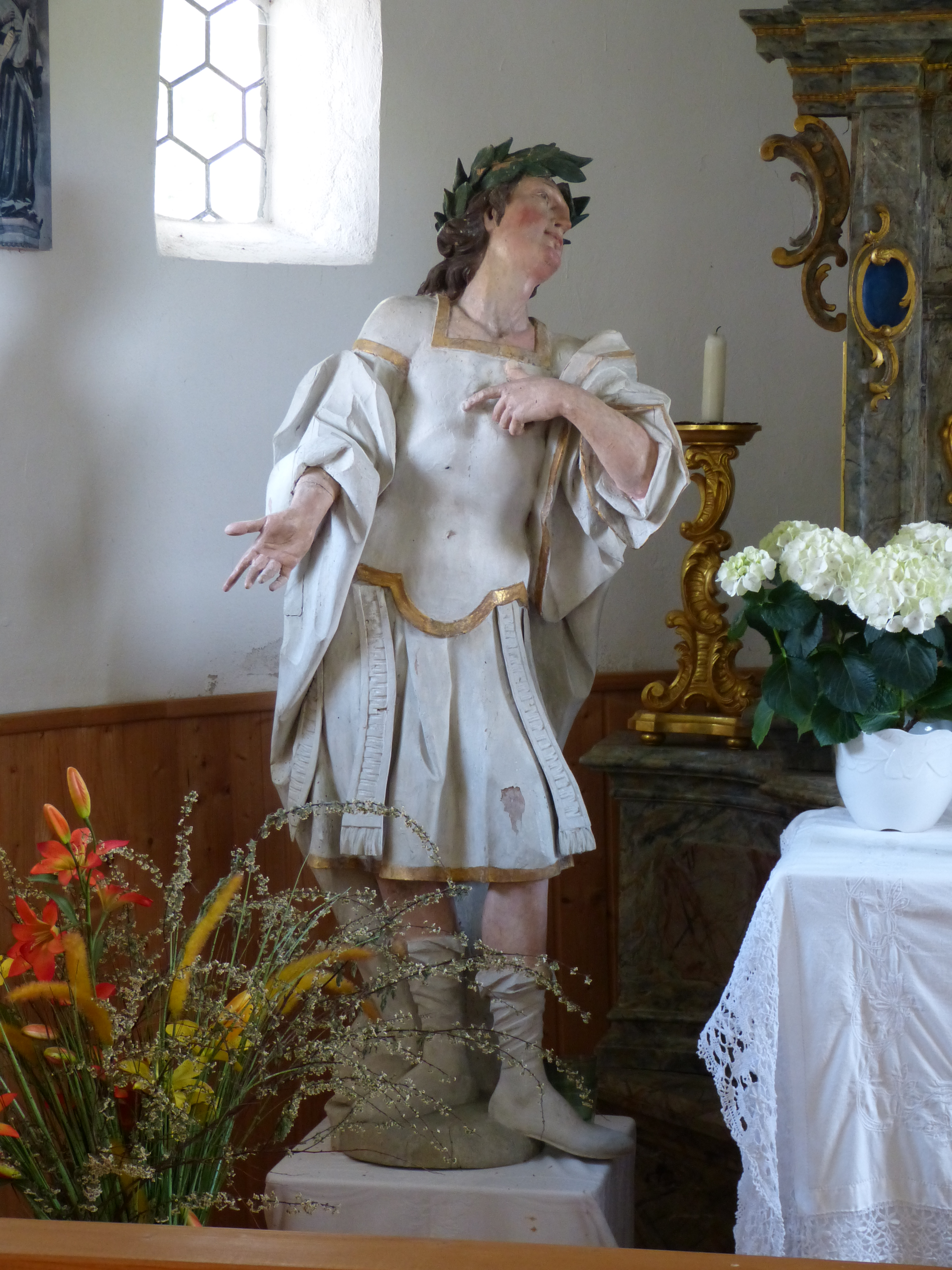
Heiliger Alexander
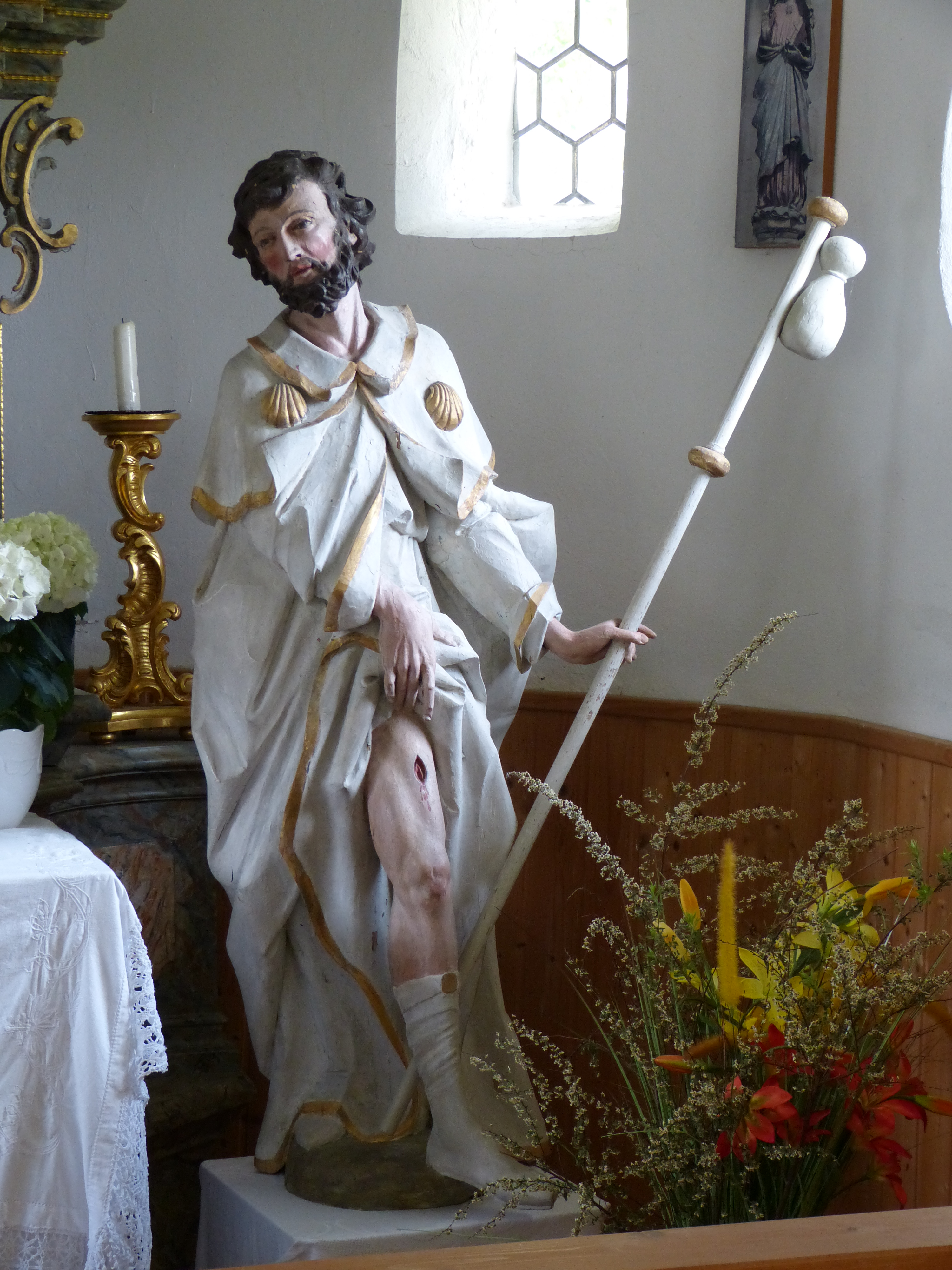
Heiliger Rochus
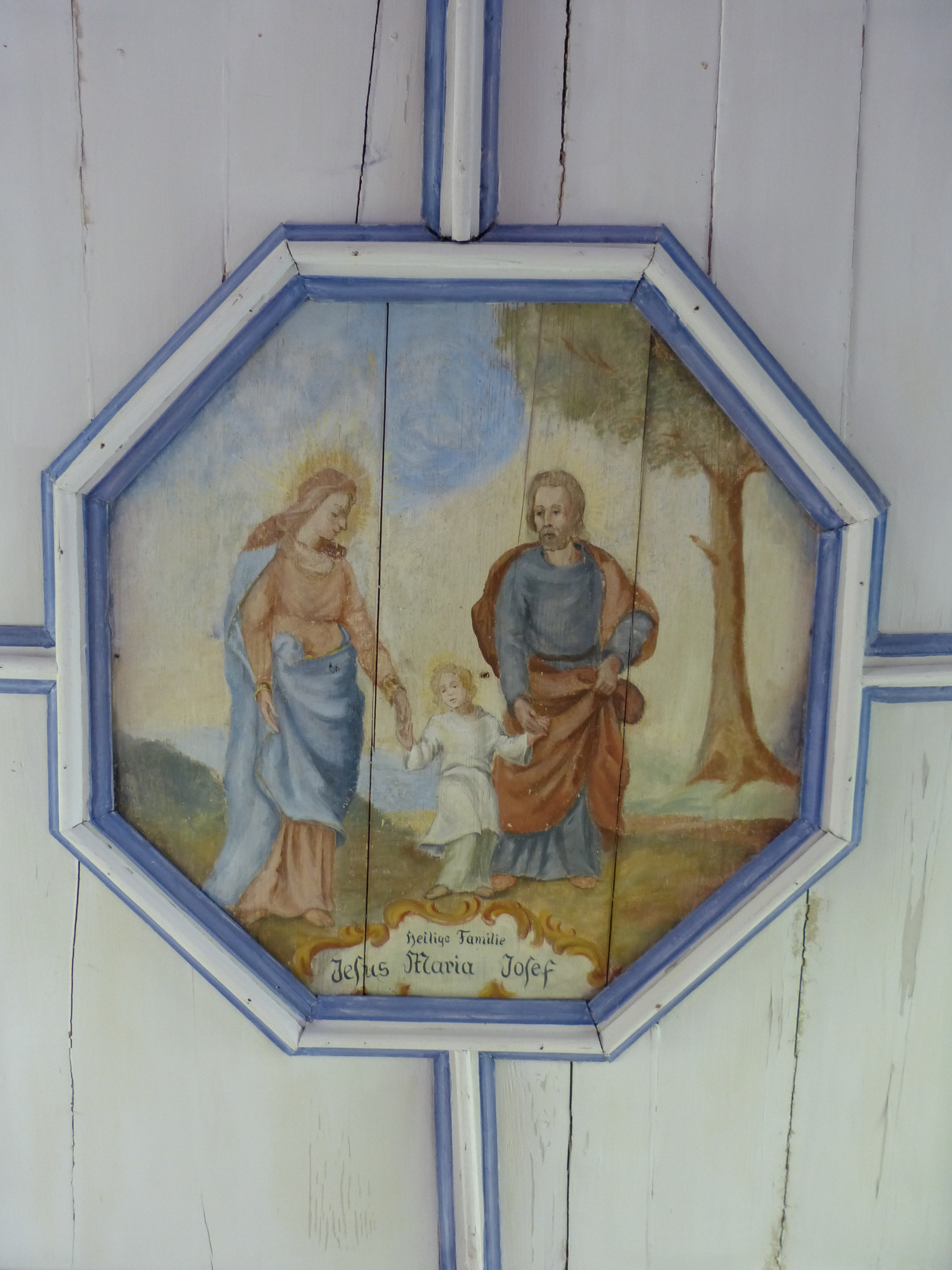
Deckengemälde